# Luc-sur-Orbieu
Luc-sur-Orbieu , es una localidad  y comuna francesa, situada en el departamento del Aude en la región administrativa de Languedoc-Rosellón.
A sus habitantes se les conoce por el gentilicio Lucquois.

## Demografía
| 711 | 728 | 720 | 709 | 726 | 786 |
| Para los censos de 1962 a 1999 la población legal corresponde a la población sin duplicidades (Fuente: INSEE [Consultar]) |     |     |     |     |     |

(Población sans doubles comptes según la metodología del INSEE).